# Polistes metricus

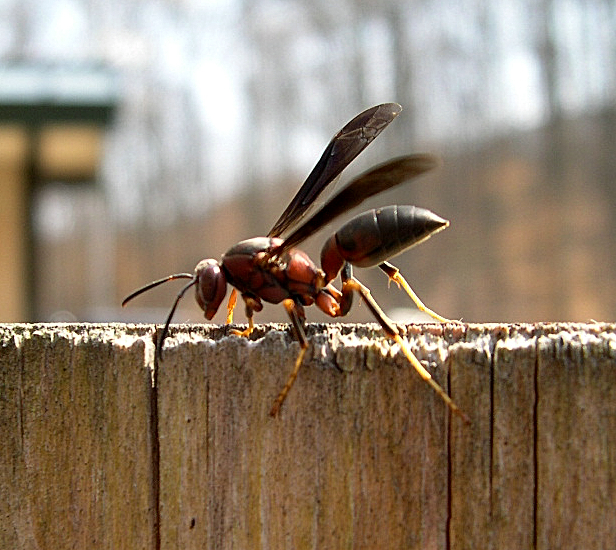
P. metricus

Polistes metricus (лат.) — вид общественных бумажных ос рода Polistes семейства Vespidae. Встречаются на востоке Северной Америки, от юга Канады до юга США. В Соединённых Штатах она обитает на юге Среднего Запада, на юге от Флориды и на северо-востоке до Нью-Йорка, но также была замечена на юго-западе Онтарио. Одиночная самка также была обнаружена в Драйдене, штат Мэн. Polistes metricus имеет тёмную окраску, жёлтые лапки и чёрные голени. Гнёзда Polistes metricus можно найти прикреплёнными к стенам зданий, деревьям и кустарникам.
Как и другие виды Polistes, P. metricus развил эусоциальность и демонстрирует поведение, включающее дискриминацию соплеменников по гнезду и локальную конкуренцию за спаривание. Как и другие представители отряда перепончатокрылые, Polistes metricus имеет гаплодиплоидную генетическую систему. Гнезда P. metricus имеют такие отличительные особенности, как способность делить их с другими видами Polistes и использовать гнёзда несколько сезонов. Ещё одно отличие заключается в том, что фуражиры Polistes metricus вид вылета из гнезда находится в зависимости от того, насколько длинным будет их полёт. При коротких перелётах они вылетают из гнезда, летя горизонтально, а при длинных — сразу поднимаются на большую высоту, прежде чем продолжить свой путь.
Для питания своих личинок P. metricus предпочитает использовать мягкотелую добычу, особенно гусениц.

## Таксономия
Этот вид был описан Томасом Сэем в 1831 году. В ряде своих публикаций Рау называл этот вид Polistes pallipes или P. fuscatus pallipes. Однако ссылки на P. metricus как на P. pallipes или P. fuscatus pallipes вызваны путаницей с тёмной морфой P. fuscatus, поэтому название P. pallipes скорее сохраняется как синоним P. fuscatus, а не P. metricus.
P. metricus, как выяснилось, морфологически наиболее близко связан с P. carolina. Последний филогенетический анализ показывает, что оба вида имеют общего предка с P. bellicosus.

## Описание
P. metricus имеет тёмно-бордовый (ржавый) окрас с чёрными отметинами на груди и преимущественно чёрное брюшко. Голени чёрные, а лапки жёлтые. В чёрном пятне, отдельном от усиков, находятся три простых глазка. У самок шесть сегментов брюшка, а у самцов — семь. Вздутые части брюшка этого вида являются ключевым отличительным элементом.

## Распространение
Распространение P. metricus в основном ограничено Северной Америкой, от юга Канады до юга США. P. metricus был замечен на крайнем юго-западе провинции Онтарио, Канада. На востоке США одна самка была замечена в Драйдене, штат Мэн, и зарегистрирована Канадским институтом сертификации питомников для борьбы с вредителями. Это был новый случай для штата Мэн, и, вероятно, он свидетельствует о начале распространения P. metricus в штате Мэн. Другие штаты, где P. metricus известен, находятся на восточном побережье США, включая Нью-Йорк, Пенсильванию и территорию от южной части Мичигана до Флориды, а также на западе до Небраски, Канзаса, Оклахомы и восточной части Техаса. В частности, P. metricus был изучен в парке Brazos Bend State Park в Техасе вместе с другими видами ос, включая Polistes bellicosus.

### Предпочитаемые места гнездования
P. metricus выбирает места для гнездования, ориентируясь на укрытие от непогоды, размер, освещение и источники воды. Как правило, он строит свои гнёзда в сараях и амбарах, а также на нижней стороне карнизов. Особенно предпочитает большие и хорошо освещённые места для гнездования. Его гнёзда регулярно смешиваются с гнёздами P. fuscatus, и в местах, где присутствует один из этих видов, обычно встречаются и гнезда другого вида, расположенные в непосредственной близости друг от друга. В качестве источников воды P. metricus предпочитает использовать крупные водоёмы, например пруды. Летом они часто совершают полёты к источникам воды для гидратации тканей.

## Жизненный цикл

### Обзор цикла колонии
Цикл жизни колонии начинается в мае и заканчивается к октябрю. Создание новых гнёзд P. metricus начинается в начале мая, и обычно это делает только одна самка; однако были отмечены случаи, когда колонии создавались объединением основательниц. Колония медленно и постепенно увеличивается в размерах, и в среднем первый рабочий из гнезда выходит из кокона в середине июля. В июле из коконов выходит весь выводок рабочих, и в это же время происходит максимальная за год откладка яиц. Следующий выводок развивается в самцов и репродуктивных самок, и в сентябре эти особи также выходят из коконов. Выживаемость выводков снижается из-за паразитизма огнёвкообразных молей. Цикл развития колонии обычно заканчивается к октябрю. В это время репродуктивные самки покидают гнёзда и уходят в спячку — место, где они зимуют, а все самцы погибают.

## Поведение

### Эусоциальность
Чтобы отличить обычных рабочих от репродуктивных самок у Polistes metricus, необходимо изучить их поведение, поскольку они морфологически схожи. Репродуктивные самки называются королевами или основательницами. Репродуктивные королевы имеют более развитые яичники по сравнению с рабочими. Таким образом, самки полистов обладают способностью к репродукции в зависимости от социальной и физической среды, в которой они обитают. Polistes metricus считается эусоциальным организмом, характеризующимся стерильными кастами, перекрывающимися поколениями и совместной заботой о потомстве. Polistes metricus, как и Polistes dominula и Polistes annularis, отличается от многих других продвинутых эусоциальных насекомых тем, что различие между репродуктивными и нерепродуктивными самками является малозаметно.

### Отклонение от соотношения полов 1:1
Было показано, что у Polistes metricus наблюдается отклонение от предсказание Фишера о соотношении самцов и самок 1:1. Несмотря на равные родительские затраты для полов, средняя частота встречаемости самок у Polistes metricus составляет приблизительно 0,55. У большинства видов, которые отклоняются от соотношения полов 1:1, наблюдается определённый половой диморфизм, при этом более распространённый пол меньше. У Polistes metricus эта тенденция проявляется в том, что самки в среднем меньше самцов.

## Характеристики гнезда

### Обмен гнёздами и повторное использование гнезд
В некоторых местах США, например в восточном Канзасе, отдельные основательницы Polistes metricus могут содержать более одного гнезда или даже делить гнездо с другой основательницей. В тех случаях, когда одна основательница содержит несколько гнёзд, самцы не появляются на свет. Это явление отчасти объясняется обширным паразитизмом в восточном Канзасе. Chalcoela iphitalis — паразитическая моль, которая часто встречается в гнёздах Polistes metricus. Неизвестно, почему у Polistes metricus развилось такое поведение. Предполагается, что такое поведение позволяет ограничить вероятность репродуктивного провала для одной основательницы.
В некоторых случаях наблюдалось, что гнездо делится между двумя видами Polistes. В одном случае гнездо делили между собой Polistes metricus и Polistes fuscatus. Было замечено, что разные виды ос сосуществуют без конфликтов. Эволюционное значение совместного гнездования неясно. Среди предложенных гипотез — то, что оно может представлять собой начальные стадии межвидового мутуализма или эксплуатации.
Повторное использование гнёзд наблюдалось у вида Polistes metricus. Обычно основательница использует гнездо несколько раз в течение репродуктивного сезона. Однако очень маловероятно, чтобы основательницы какого-либо вида возвращались в гнездо в последующий сезон.